# Heliofungia fralinae
Espèce
Statut CITES
Heliofungia fralinae est une espèce de coraux appartenant à la famille des Fungiidae.